# Shopping de nuit
Pour plus de détails, voir Fiche technique et Distribution.
Shopping de nuit (Late Night Shopping) est un film britannique réalisé par Saul Metzstein, sorti en 2001.

## Synopsis
Sean, Vincent, Jody et Lenny sont quatre amis qui travaillent la nuit et se retrouvent après le travail pour prendre un café et parler de tout et de rien. Sean n'a pas vu sa petite amie depuis trois semaines, Vincent flirte avec n'importe qui, Lenny est trop timide pour inviter une collègue de travail et Jody n'ose pas avouer à ses amis qu'elle a été virée il y a peu. 

## Fiche technique
- Titre original : Late Night Shopping
- Titre français : Shopping de nuit
- Réalisation : Saul Metzstein
- Scénario : Jack Lothian
- Photographie : Brian Tufano
- Montage : Justine Wright
- Musique : Alex Heffes
- Pays d'origine :  Royaume-Uni
- Langue originale : anglais
- Format : couleur - Dolby Digital
- Genre : comédie
- Durée : 91 minutes
- Dates de sortie : 
  - Royaume-Uni : 22 juin 2001

## Distribution
- Luke de Woolfson : Sean
- James Lance : Vincent
- Kate Ashfield : Jody
- Enzo Cilenti : Lenny
- Heike Makatsch : Madeline
- Shauna Macdonald : Gail
- Sienna Guillory : Susie

## Accueil

### Accueil critique
Le film recueille 60 % de critiques positives, avec une note moyenne de 5,7/10 et sur la base de 5 critiques collectées, sur le site Rotten Tomatoes.
Il a remporté le prix du meilleur film au Festival international du film de Gijón 2001. Lors des BAFTA Scotland Awards 2002, il a remporté les prix du meilleur film, de la meilleure réalisation et du meilleur technicien. Kate Ashfield a remporté le prix de la meilleure actrice aux British Independent Film Awards 2002.